# Григорий (Зафиров)

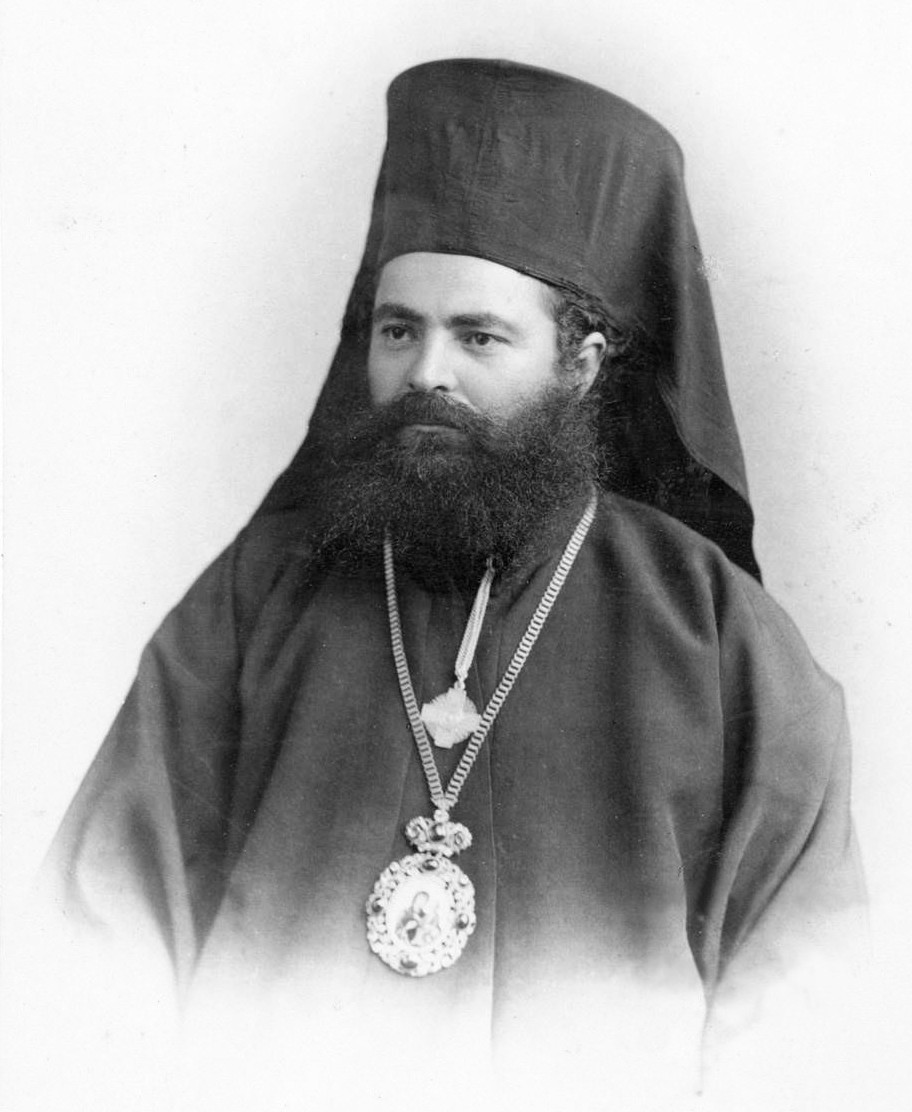

Митрополит Григорий (в миру Христо Василев Зафиров; 1853, Стара-Загора — 4 ноября 1906, Битола) — епископ Болгарской православной церкви, митрополит Пелагонийский.

## Биография
Начальное образование получил в Старой Загоре. Преподавал в училище в Стара-Загоре, а затем в Казанлыке.
В 1874 году митрополитом Тырновским Иларионом (Стояновым) пострижен в монашество с именем Григорий и рукоположён в сан диакона.
В конце 1875 года поступил в Петропавловскую духовную семинарию при Лясковском монастыре.
В 1878 году уехал в Россию, где продолжил обучение в Одесской духовной семинарии, которую окончил в 1881 году, после чего вернулся на родину.
С 1881 по 1885 года — учитель в Петропавловской семинарии, в этот период рукоположён во иерея.
В 1885 году поступил в Московской Духовной Академии, которую окончил в 1889 году окончил её со степенью кандидата богословия.
Переехал в Константинополь, возведён в сан архимандрита и выбран председателем болгарской церковной общины в Салониках.
6 декабря 1890 года хиротонисан в викарного епископа Макариопольского; титуловался также Блаженоградским (словообразовательная калька).
В 1891 году назначен управляющим Охридской епархией.
6 августа 1894 года избран митрополитом Охридским, но из-за возникших проблем с местными властями в 1897 году ушёл в отставку.
18 декабря 1897 года избран митрополитом Пелагонийским.
Являлся почётным членом на Русского археологического института в Константинополе.
При его непосредственном участии было построено внушительное здание митрополии в Битоле, которое и поныне служит резиденцией Битолького епископа.
Скончался 4 ноября 1906 году в Битоле. Погребён в притворе храма в честь Рождества Пресвятой Богородицы в Битоле.